# Uzinele Textile Timișoara

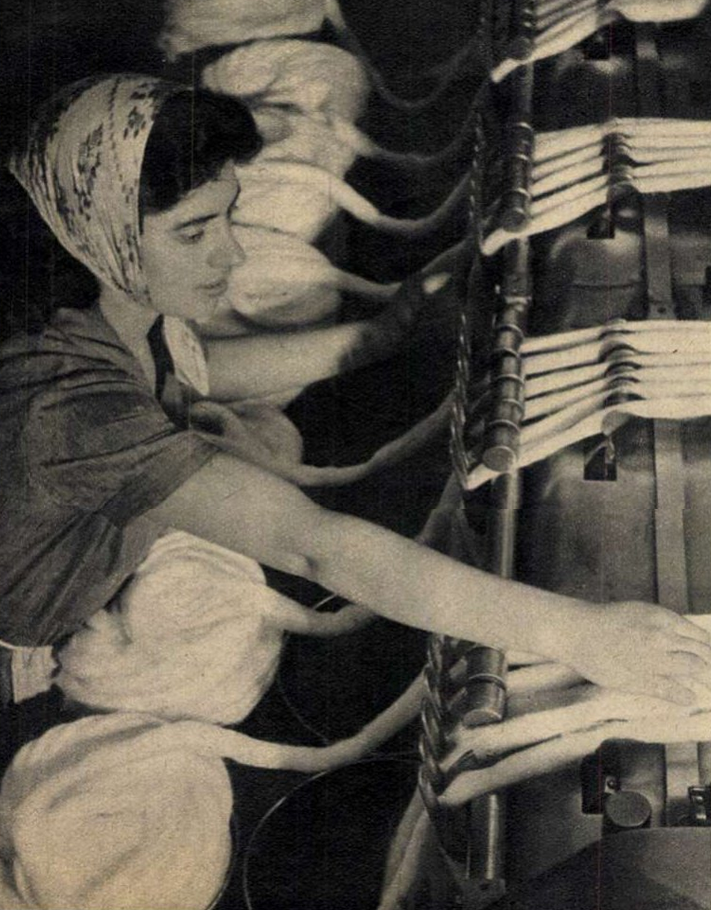
Femeie lucrând în Uzinele Textile din Timișoara, 1961

Uzinele Textile Timișoara (UTT) este o companie producătoare de textile din România.
Firma produce țesături de bumbac, confecții textile, articole pentru dotări hoteliere și confecții de damă.
Firma a fost înființată în 1928 de către un grup de industriași italieni și români, denumirea inițială a fabricii de fire, țesături și confecții din bumbac fiind Romitex.
Avea un capital de 25 milioane de lei și dispunea de 192 de războaie mecanice, cu care realiza o producție anuală de 900 tone de confecții.
În tot Banatul, în perioada interbelică existau și alte întreprinderi textile de mai mică importanță, al căror potențial productiv total se cifra la 1.800 războaie mecanice și o producție anuală de 4.500 de tone.
Importanța strategică a UTT a dus la plasarea acesteia, în 1941, pe lista întreprinderilor cuprinse în planul de mobilizare generală a armatei.
În 1948 a fost naționalizată.
În anul 2000, fabrica a fost achiziționată prin negociere directă cu Fondul Proprietății de Stat (FPS) de Milița Pleascar, președinta Consiliului de Administrație.
Activitatea firmei s-a extins în fiecare an, devenind o fabrică integrată de prelucrare a bumbacului care dispune în prezent (2004) de un ciclu complet de fabricație: filatură-țesătorie-finisaj-confecții.
În anul 2007, volumul producției anuale era evaluat la peste 4 milioane de euro.
Restrângerea activității a permis noilor patroni să închirieze o parte din cele opt hectare pe care se întinde UTT.
Număr de angajați în 2007: 240 
Cifra de afaceri în 2003: 3,5 milioane de euro 